# Палиция
«Палиция» или «Полисс» (фр. Polisse, искажённое Police) — кинофильм режиссёра Майвенн, вышедший на экраны в 2011 году.

## Сюжет
Фильм, основанный на реальных случаях из полицейской практики, рассказывает о буднях парижского Отдела по защите детей. Сексуальное насилие, жестокое обращение, принуждение к труду, детская проституция — далеко не полный список преступлений, с которыми приходится ежедневно иметь дело сотрудникам отдела. Такая работа оставляет свой негативный отпечаток на душевном состоянии полицейских и их взаимоотношениях, порождает семейные проблемы.

## В ролях
- Карин Виар — Надина
- Джои Старр — Фред
- Марина Фоис — Ирис
- Николя Дювошель — Матье
- Майвенн — Мелисса
- Риккардо Скамарчо — Франческо
- Кароль Роше — Крис
- Эммануэль Берко — Сью Эллен
- Фредерик Пьеро — Балу
- Арно Анрие — Бамако
- Найдра Айяди — Нора
- Жереми Элькайм — Габриель
- Владимир Иорданов — Бошар
- Энтони Делон — Алекс

## Награды и номинации
- 2011 — Приз жюри Каннского кинофестиваля (Майвенн).
- 2011 — участие в конкурсной программе Стокгольмского кинофестиваля.
- 2012 — две премии «Сезар» — самой многообещающей актрисе (Найдра Айяди) и за лучший монтаж (Лор Гардетт, Ян Деде), а также 11 номинаций: лучший фильм (Ален Атталь, Майвенн), режиссура (Майвенн), оригинальный сценарий (Майвенн, Эммануэль Берко), актриса (Марина Фоис и Карин Виар), актёр второго плана (Джои Старр, Николя Дювошель и Фредерик Пьеро), актриса второго плана (Кароль Роше), операторская работа (Пьер Айм), звук (Николя Прово, Рим Деббар-Мунир, Эммануэль Крозе).
- 2012 — премия «Люмьер» за лучшую режиссуру (Майвенн), а также 3 номинации: лучший сценарий (Майвенн, Эммануэль Берко), актриса (Марина Фоис и Карин Виар) и актёр (Джои Старр).